# Khvosh Owlān
Khvosh Owlān (persiska: خوُشالان, خوش اولان, Khvoshālān) är en ort i Iran.   Den ligger i provinsen Västazarbaijan, i den nordvästra delen av landet, 600 km väster om huvudstaden Teheran. Khvosh Owlān ligger 1 642 meter över havet och antalet invånare är 281.
Terrängen runt Khvosh Owlān är kuperad.Runt Khvosh Owlān är det ganska tätbefolkat, med 185 invånare per kvadratkilometer. Närmaste större samhälle är Hashtīān, 18,4 km nordväst om Khvosh Owlān. Trakten runt Khvosh Owlān består i huvudsak av gräsmarker.